# George Loring Brown
Pour les articles homonymes, voir Brown.
 (juin 2024).
Si vous disposez d'ouvrages ou d'articles de référence ou si vous connaissez des sites web de qualité traitant du thème abordé ici, merci de compléter l'article en donnant les références utiles à sa vérifiabilité et en les liant à la section « Notes et références ».
George Loring Brown, né le 2 février 1814 à Boston dans l'état du Massachusetts et mort le 25 juin 1889 à Malden dans l'état du Massachusetts aux États-Unis, est un peintre romantique et graveur américain.
Il est notamment connu pour ces nombreux paysages ayant pour thème l'Italie, ou il séjourné une grande partie de sa vie, pour ces vues des montagnes Blanches du New Hampshire qu'il réalise dans le style des premiers artistes de l'Hudson River School à son retour aux États-Unis et plus généralement pour ces tableaux de la région de la Nouvelle-Angleterre.

## Biographie
George Loring Brown naît à Boston dans l'état du Massachusetts en 1814. Il est le fils de Loring Brown et de Joanna Pratt. Il étudie la gravure sur bois auprès du graveur Alonzo Hartwell (en) et commence à travailler comme illustrateur, notamment pour la Pendleton's Lithography (en). Intéressé par la peinture, il poursuit sa formation auprès du jeune peintre portraitiste George Peter Alexander Healy qui, grâce à ces contacts, lui permet d'exposer pour la première fois au Boston Athenæum en 1832. Il bénéficie la même année d'un soutien financier qui lui permet de partir en Europe. Il séjourne à Anvers puis à Londres ou il est aidé financièrement par le graveur John Cheney (en) qui l'amène avec lui à Paris. Sur place, il séjourne chez le peintre miniaturiste Savinien-Edme Dubourjal et admire le travail du peintre Eugène Isabey qu'il a pour professeur. Pour subvenir à ces besoins, il expédie à Boston les copies des oeuvres des grands maîtres français qu'il réalise, s'inspirant énormément du peintre Claude Lorrain, ce qui lui vaut le surnom de Claude Brown.
Il rentre aux États-Unis en 1834. Dans un contexte économique difficile, qui amène la panique de 1837, il travaille alors comme illustrateur, peintre portraitiste, miniaturiste et paysagiste itinérant à travers le Nord-Est des États-Unis. Il expose régulièrement ces oeuvres au Boston Athenæum et à l'académie américaine des beaux-arts et rencontre le peintre Washington Allston avec qui il étudie et qui le soutient pour son deuxième voyage en Europe. Il s'installe à Florence en Italie en 1841 et y reste jusqu'en 1846. Il déménage ensuite à Rome. En Italie, il signe à la fois des tableaux illustrant les nombreux paysages des villes et des régions qu'il visite et puise également son inspiration dans l'observation des maîtres de la peinture italienne et dans ces souvenirs de ces années en France. Il vend ces tableaux aux nombreux touristes anglo-saxons visitant la région. Durant son séjour en Italie, il visite également la Suisse, l'Espagne et à nouveau la France, et donne des cours au jeune peintre Conrad Wise Chapman.
À la suite des conséquences de la panique de 1857, il rentre aux États-Unis en 1859 et s'installe à Malden, une ville proche de Boston. Il apprécie particulièrement les paysages que lui offre les montagnes Blanches du New Hampshire et du Maine qu'il peint à de plusieurs reprises, dans le style des premiers artistes de l'Hudson River School. Il signe notamment The Crown of New England qui est acheté par le Prince de Galles Albert Édouard de Saxe-Cobourg-Gotha en 1861. Il réalise également des tableaux ayant pour thême ces souvenirs d'Europe et voyage régulièrement dans les différents états composant la région de la Nouvelle-Angleterre. Mais il peine à s'adapter aux goûts des acheteurs américains et est victime des répercussions financières causées par la guerre de Sécession, puis de l'arrivée de jeunes peintres inspiré notamment par l'école de Barbizon. Tout en poursuivant sa carrière, il travaille alors comme professeur, ayant notamment pour élève le jeune Willard Metcalf.
Il meurt à Malden en 1889.
Ces œuvres sont notamment visibles ou conservées au Metropolitan Museum of Art, à la New-York Historical Society, au Brooklyn Museum, au Cooper–Hewitt, Smithsonian Design Museum et au musée de la ville de New York, au musée des Beaux-Arts de Boston, à la National Gallery of Art et au Smithsonian American Art Museum de Washington, à la The Bostonian Society (en) de Boston, au Seattle Art Museum de Seattle, au musée d'Art de San Diego, au Santa Barbara Museum of Art (en) de Santa Barbara, à la Pennsylvania Academy of the Fine Arts de Philadelphie, au Shelburne Museum de Shelburne, au Chrysler Museum of Art de Norfolk, au Springville Museum of Art (en) de Springville, au Mattatuck Museum (en) de Waterbury, au New Britain Museum of American Art de New Britain, au Florence Griswold Museum d'Old Lyme, au Butler Institute of American Art de Youngstown à la Memorial Art Gallery de Rochester, au North Carolina Museum of Art de Raleigh, au Hood Museum of Art d'Hanover, au Georgia Museum of Art (en) d'Athens, au Spencer Museum of Art de Lawrence, au Wichita Art Museum de Wichita, au Museum of Fine Arts de St. Petersburg, à la Addison Gallery of American Art (en) d'Andover, au Fruitlands Museum (en) d'Harvard, au Worcester Art Museum de Worcester, au Mead Art Museum d'Amherst, au Fogg Art Museum de Cambridge, au Mount Holyoke College Art Museum (en) de South Hadley, au Portland Museum of Art (en) de Portland, au Fairbanks Museum and Planetarium (en) de Saint-Johnsbury, au Newark Museum de Newark, au Figge Art Museum (en) de Davenport, au Musée d'Art et jardins de Cummer de Jacksonville, au musée d'Art de La Nouvelle-Orléans, au Bowdoin College Museum of Art (en) de Brunswick, au Detroit Institute of Arts de Détroit, à l'Herbert F. Johnson Museum of Art d'Ithaca, au Museum of Arts and Sciences (en) de Daytona Beach, au Speed Art Museum de Louisville, au musée d'Art de l'université de Princeton et au musée d'Art d'Indianapolis.

## Œuvres

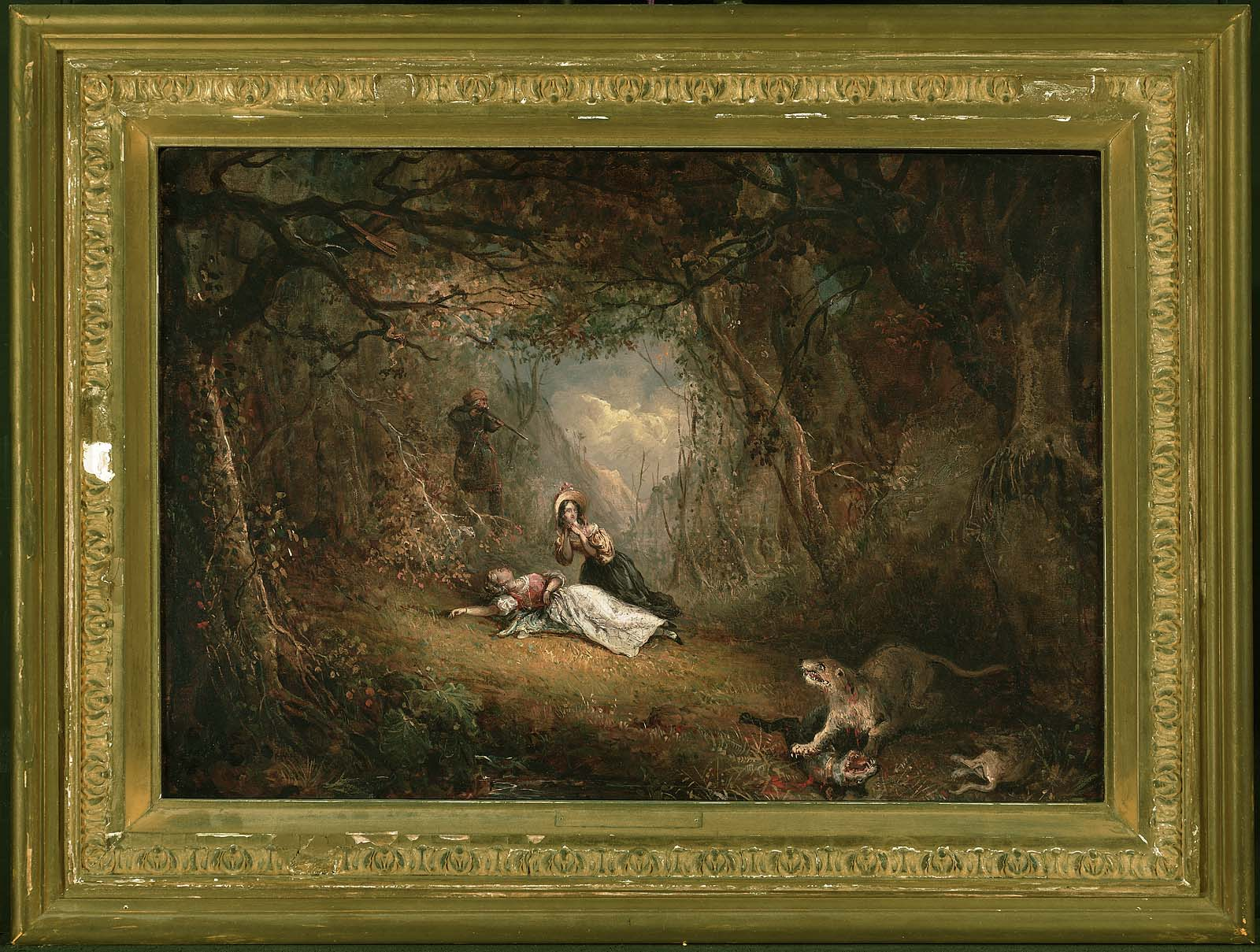
Leatherstocking Kills the Panther, 1834, Musée des Beaux-Arts de Boston
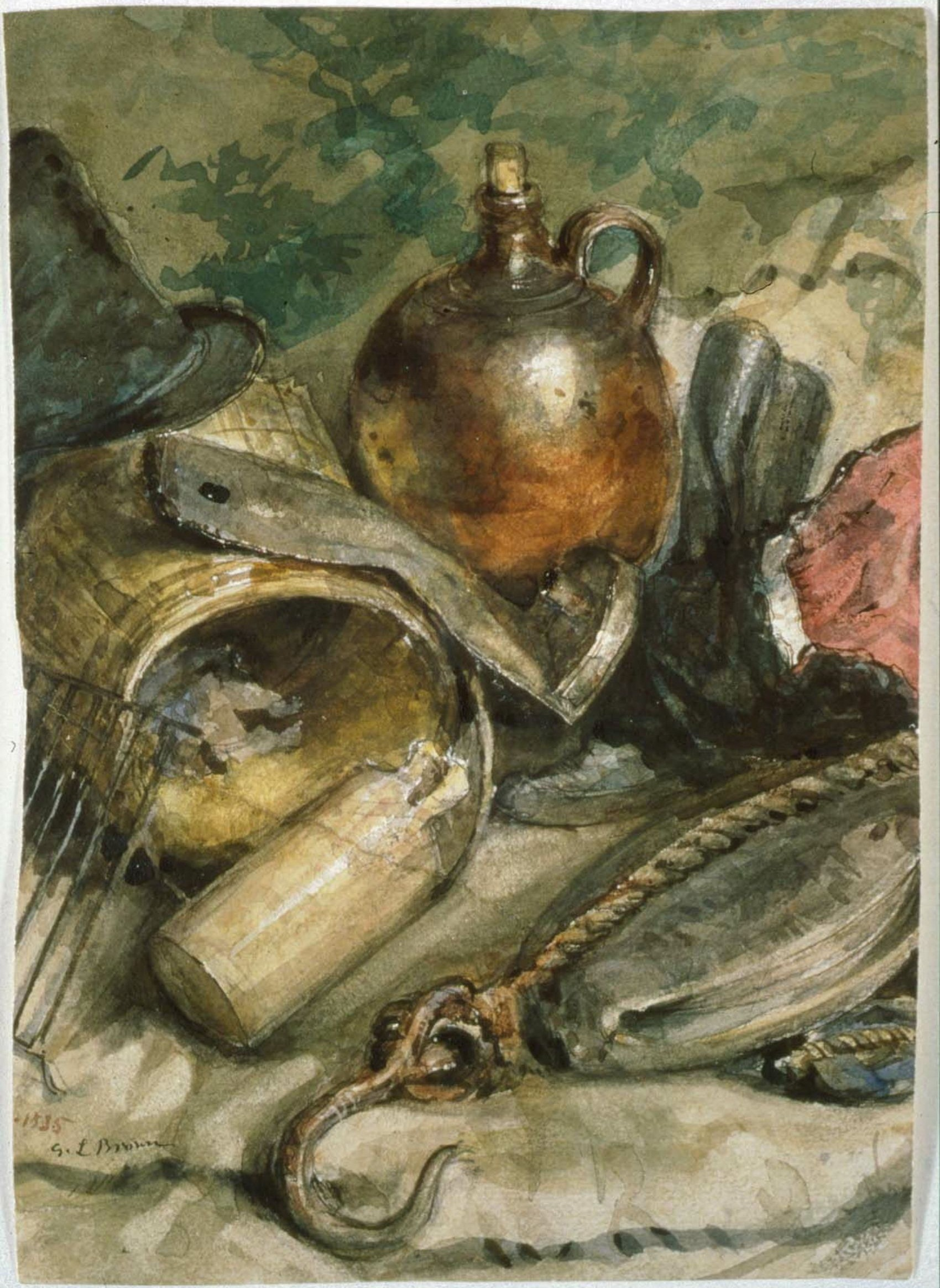
Still Life with Brown Jug, vers 1835, Musée des Beaux-Arts de Boston
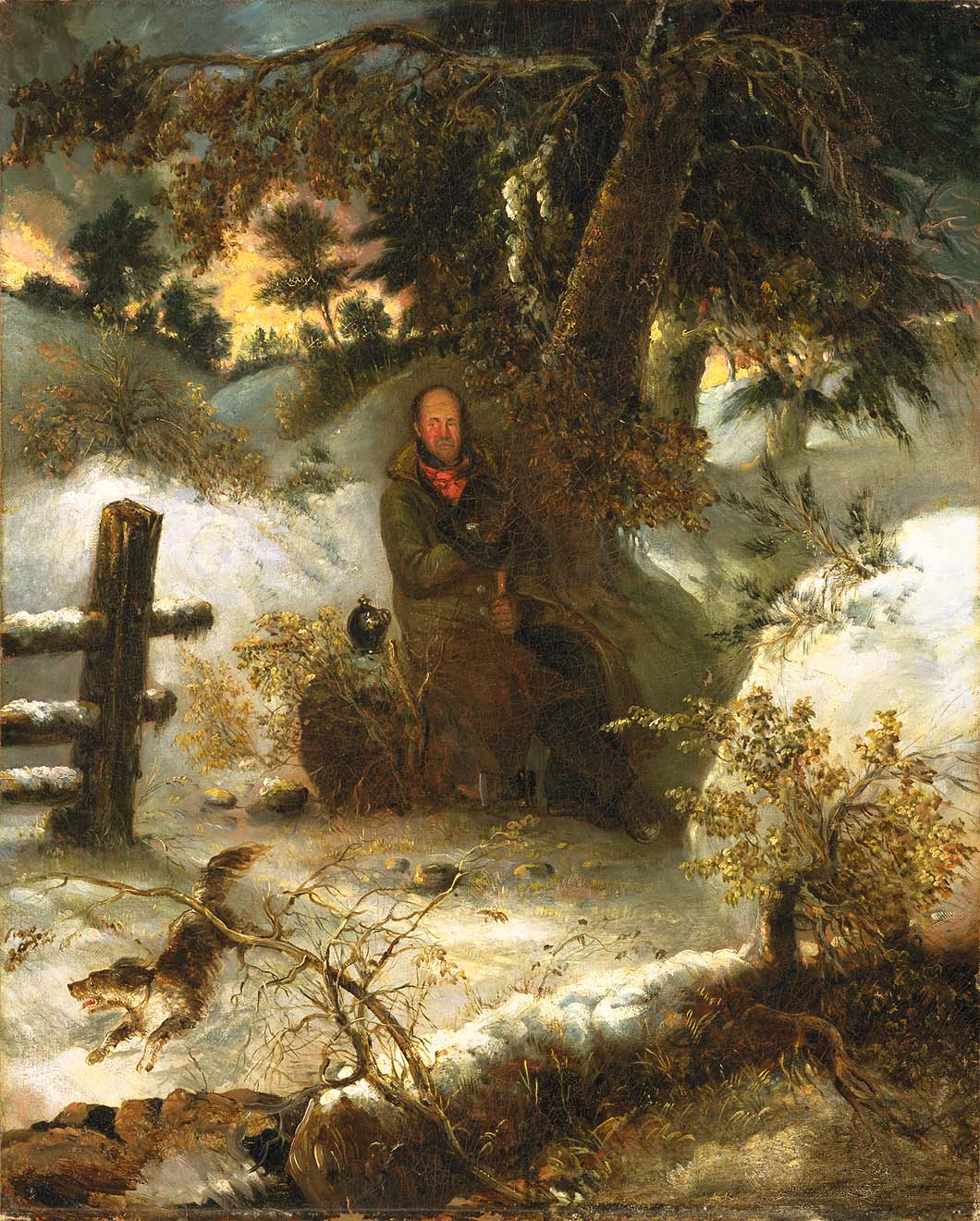
The Woodchopper, 1838, Smithsonian American Art Museum
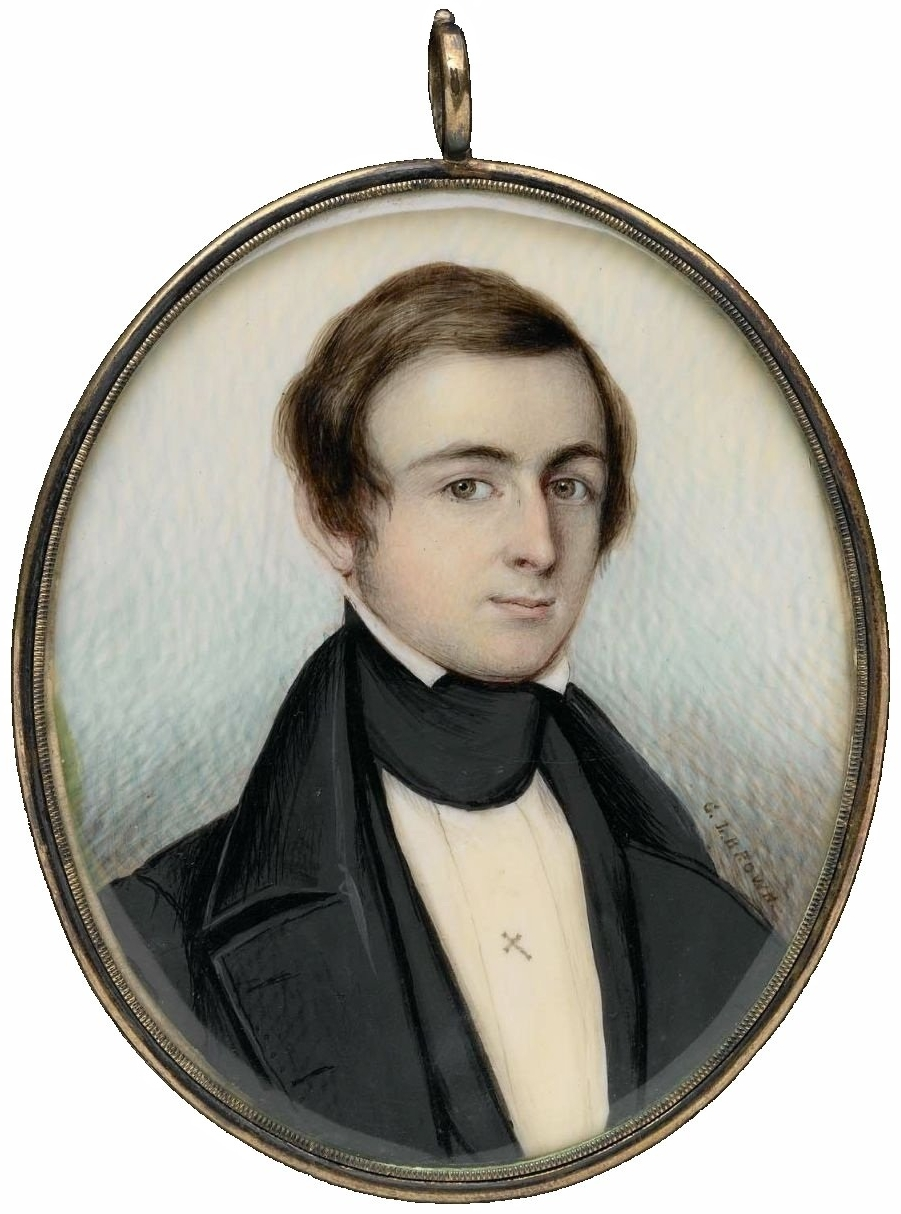
Joshua Richardson Bigelow, 1839, Musée des Beaux-Arts de Boston
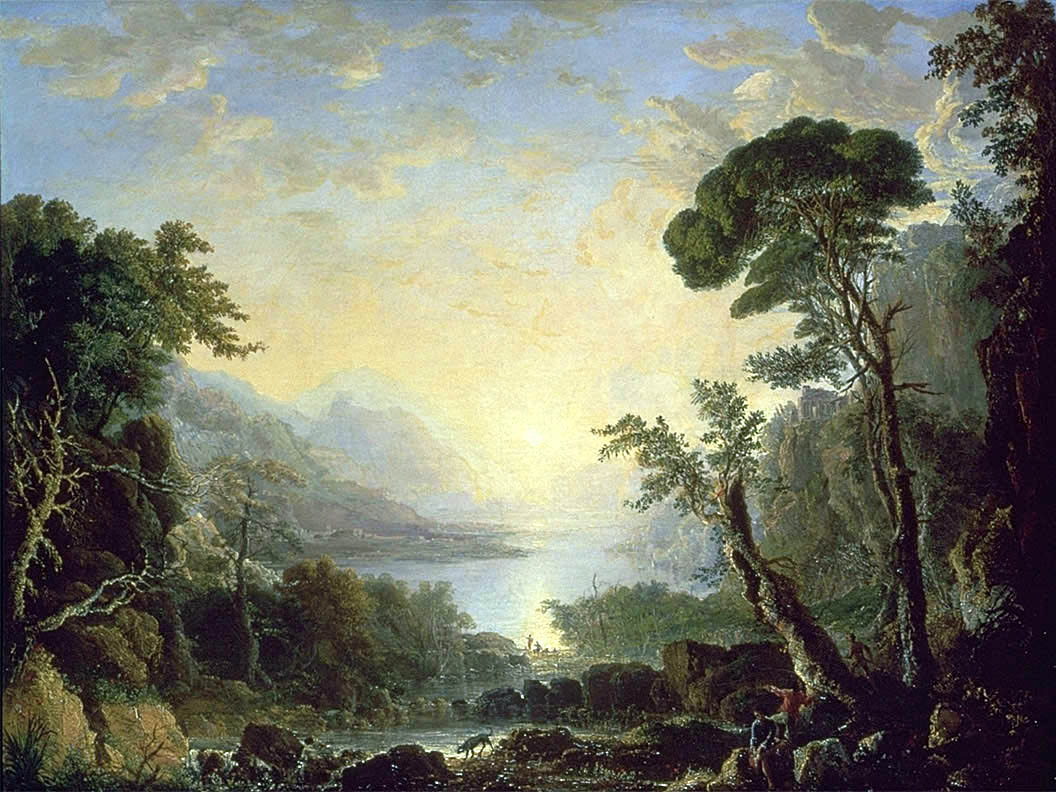
Composition, Italian Scenery, 1846, Smithsonian American Art Museum
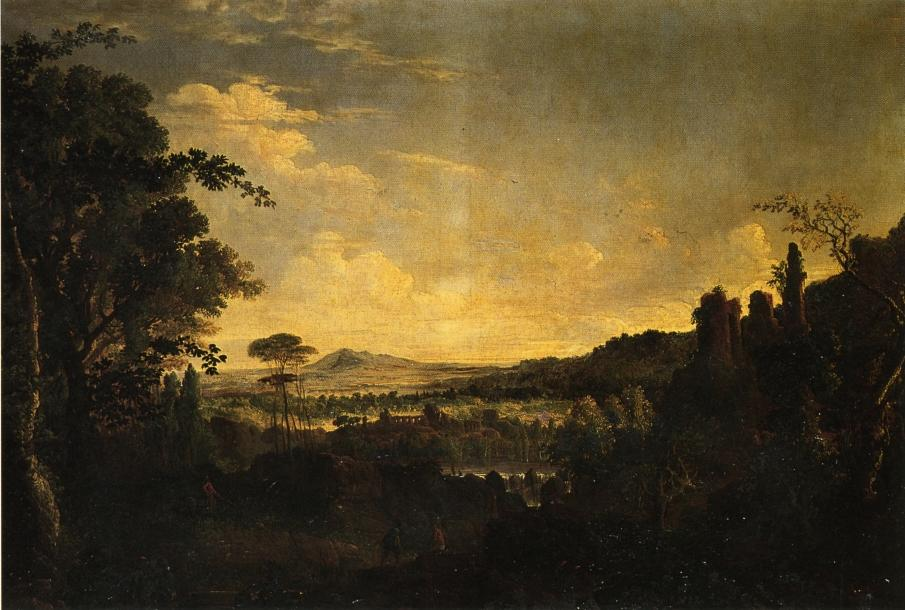
Distant View of Mount Soracte, near Rome, 1847
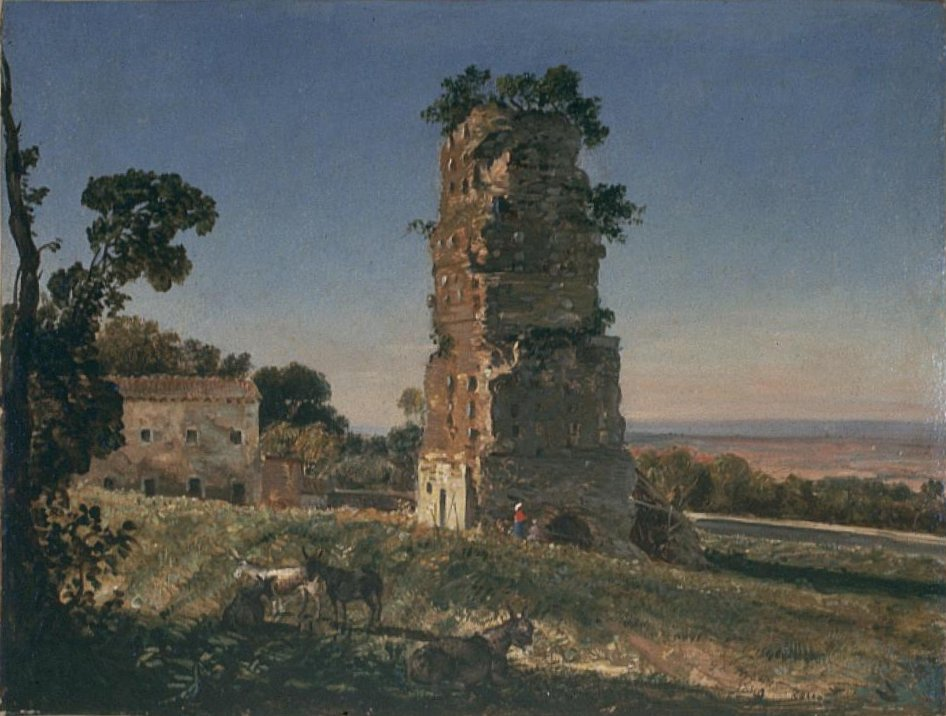
Ancient Tomb at the Entrance of Albano, 1849, Herbert F. Johnson Museum of Art
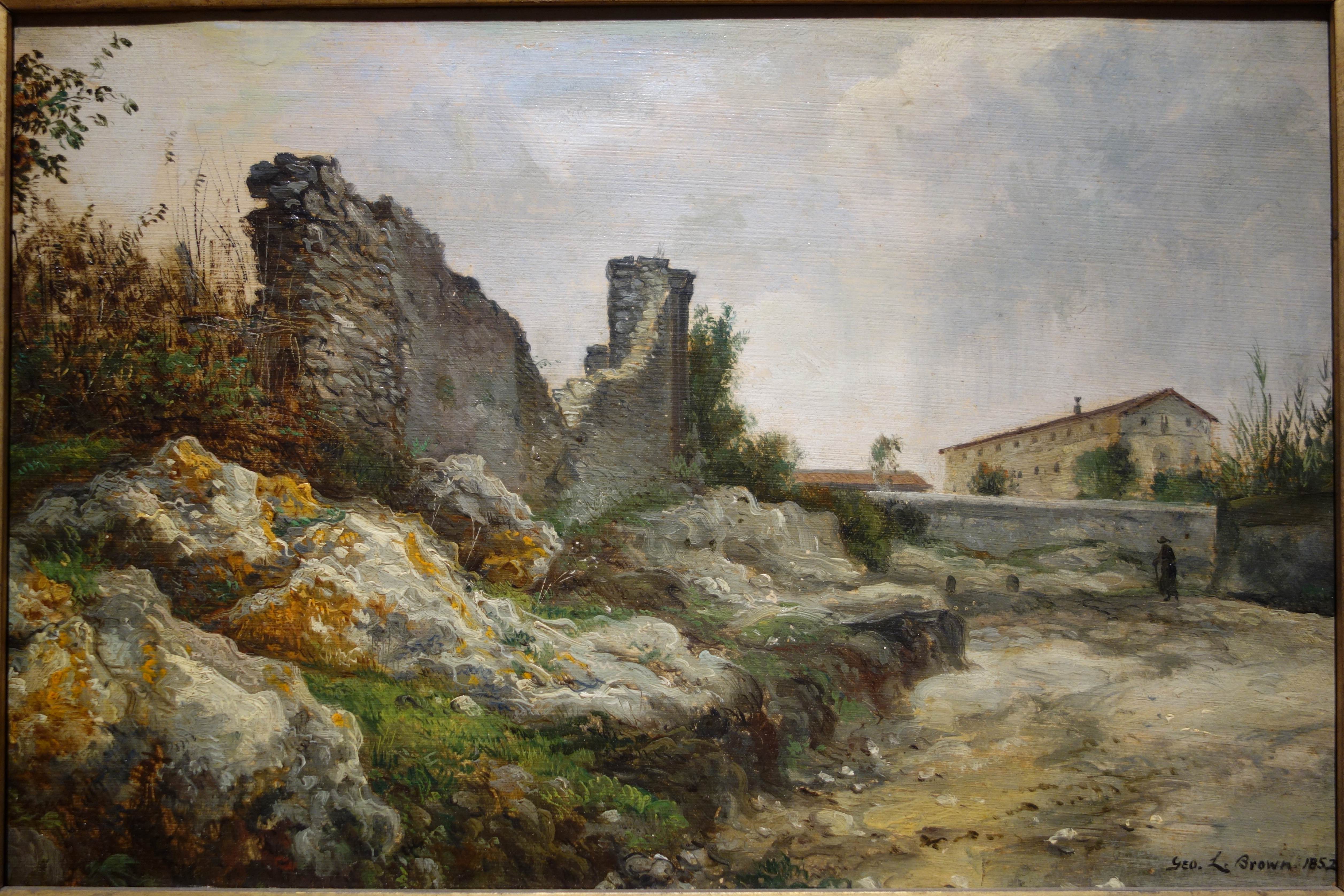
The Ruins (near St. Paul's, Rome), 1852, New Britain Museum of American Art
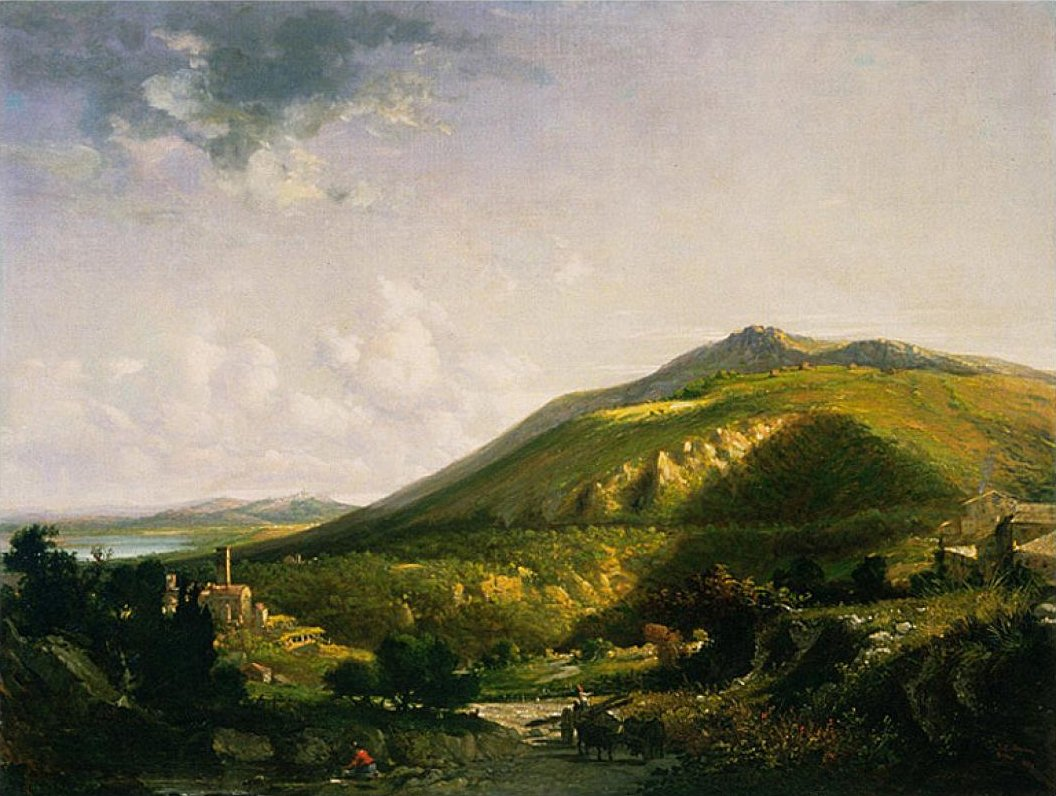
Spring Morning in the Roman Compagna, 1853, Herbert F. Johnson Museum of Art
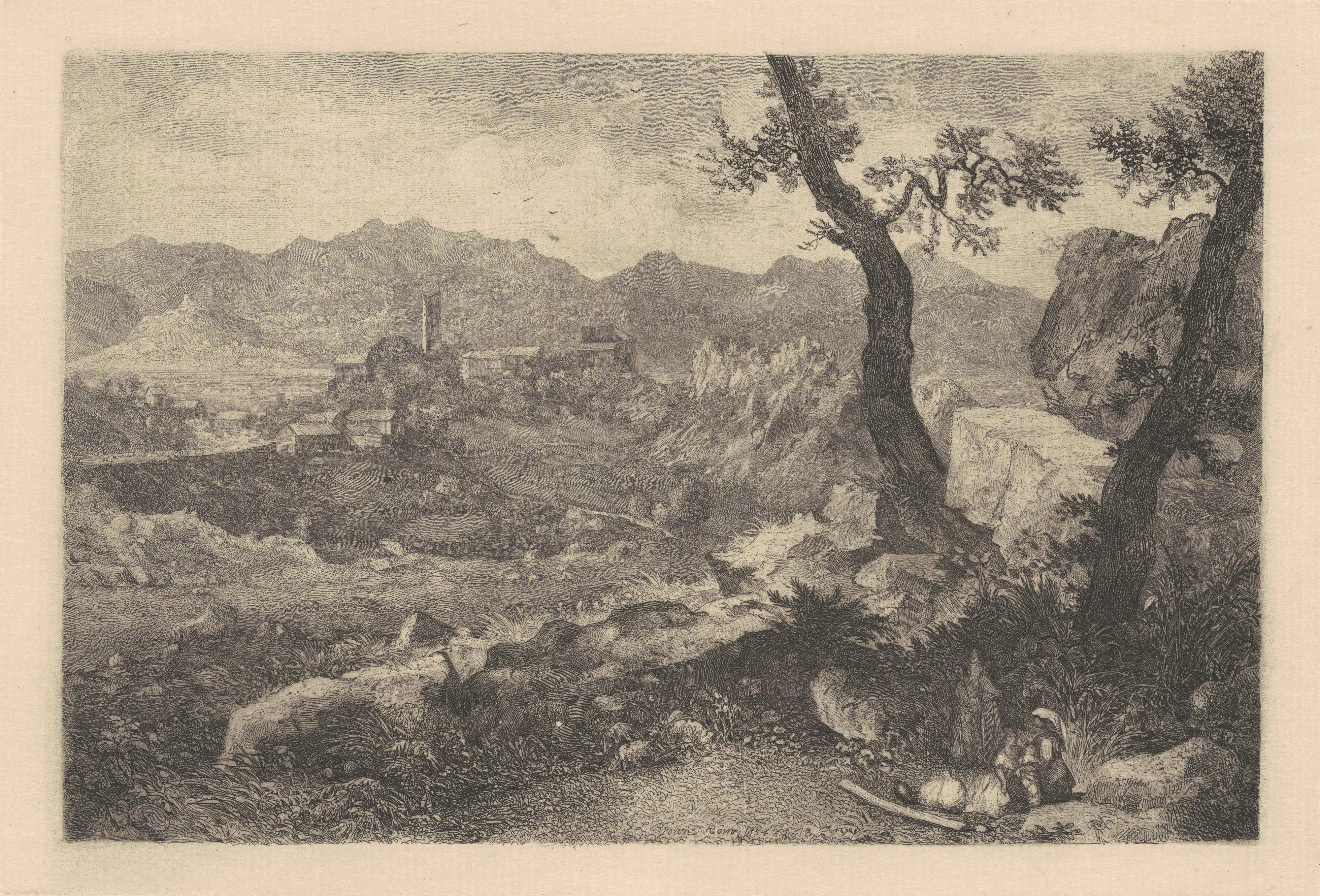
View Near Rome, 1854, National Gallery of Art
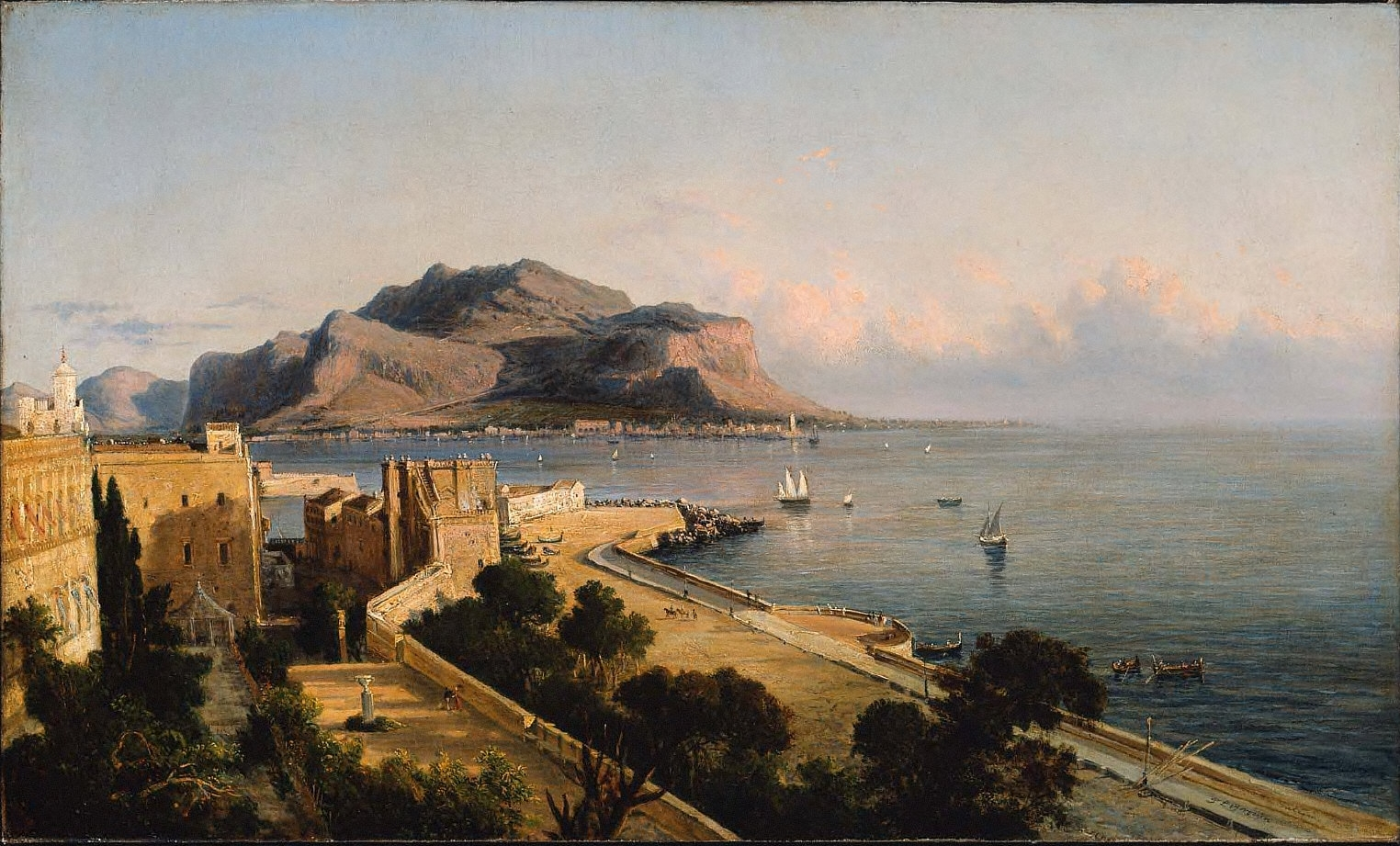
Monte Pellegrino at Palermo, Italy, 1856, Musée des Beaux-Arts de Boston
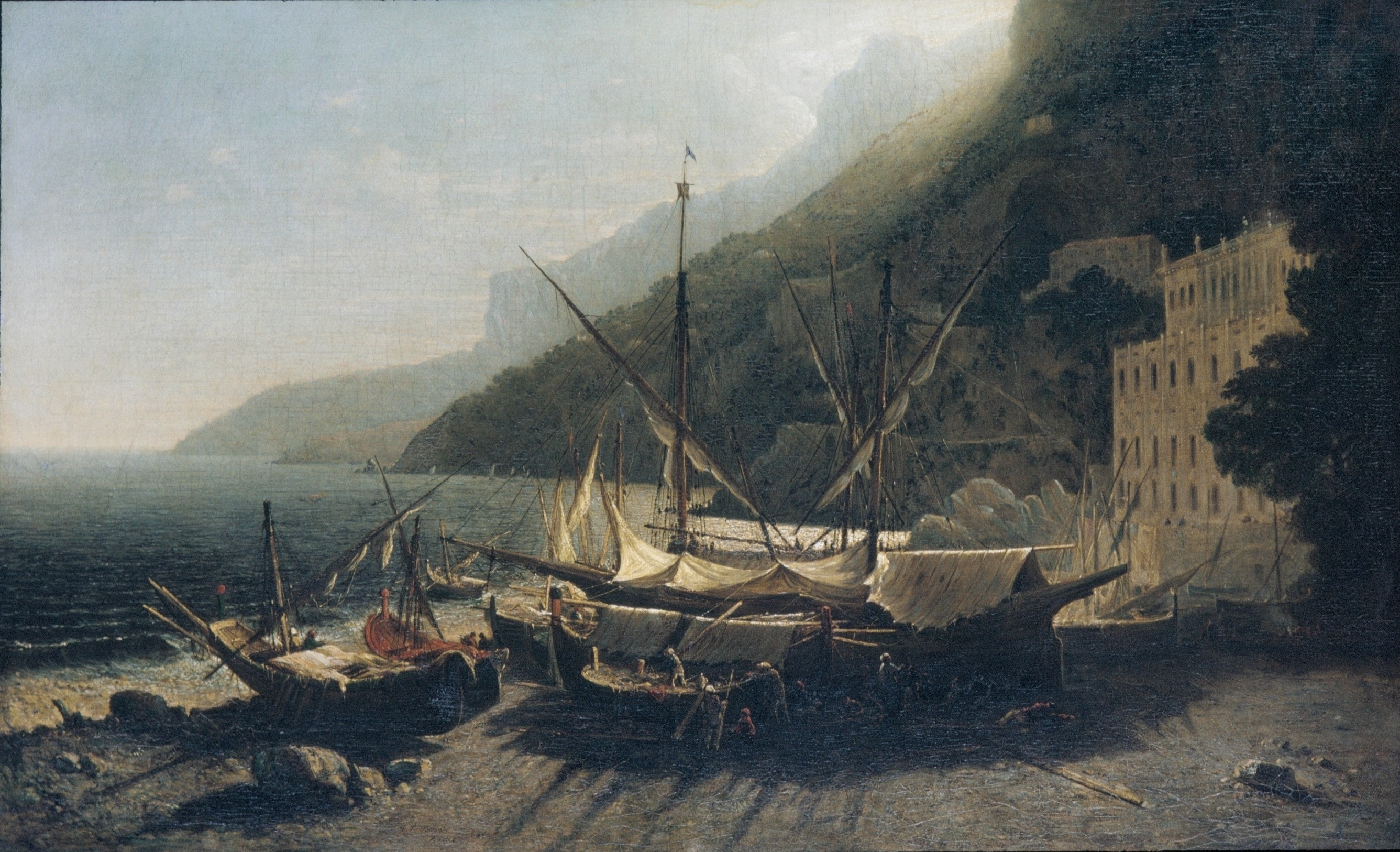
View at Amalfi, Bay of Salerno, 1857, Metropolitan Museum of Art
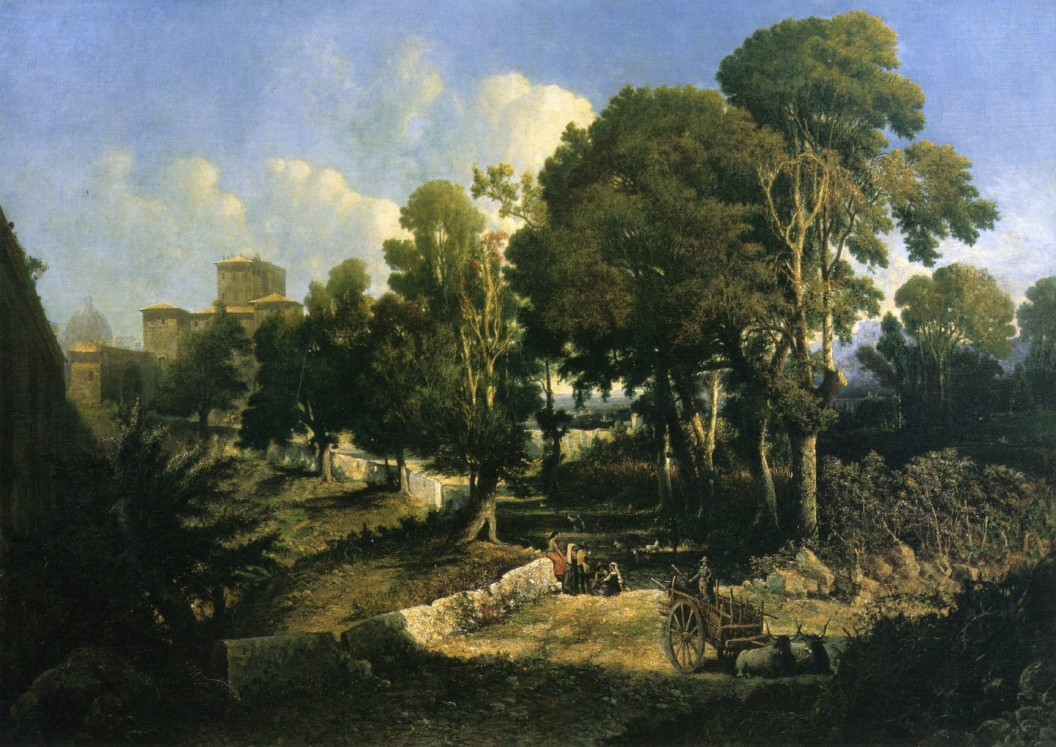
Effect near Noon Along the Appian Way, 1858
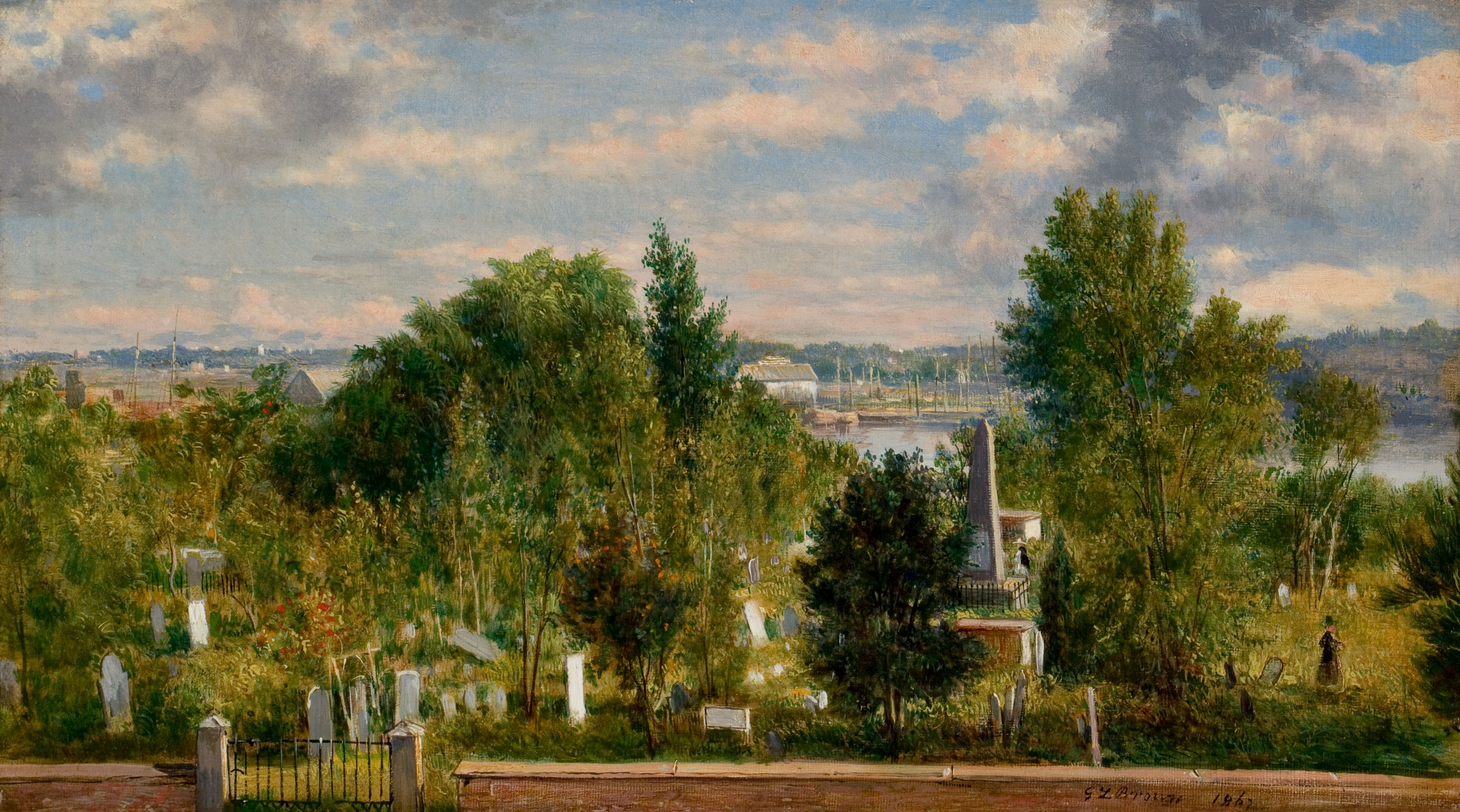
New England Landscape with Cemetery, 1862
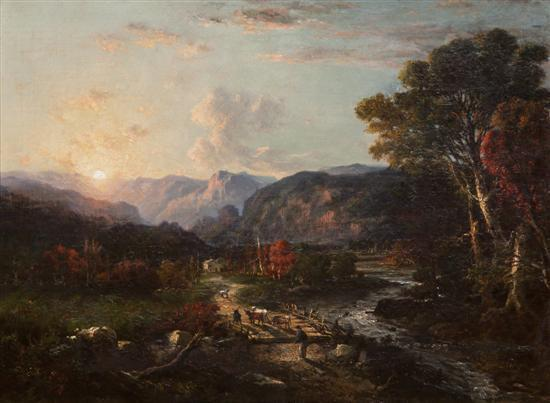
Sunrise, White Mountains, New Hampshire, 1862
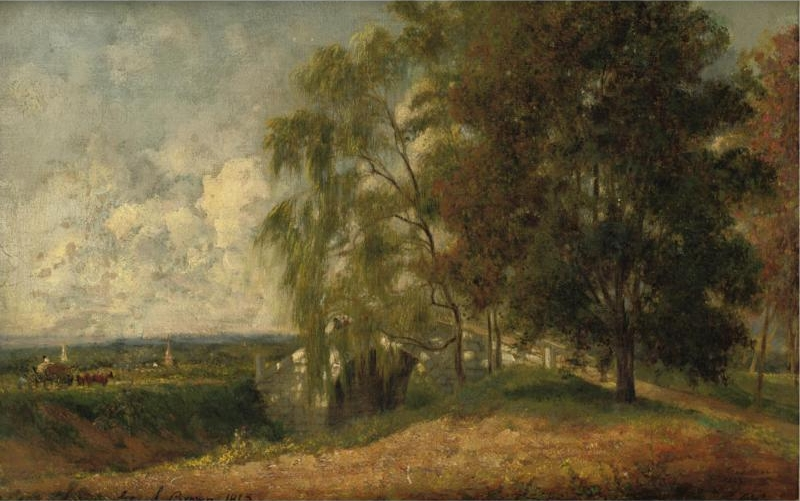
Old bridge over the old Lowell Canal at Medford, Massachusetts, 1863
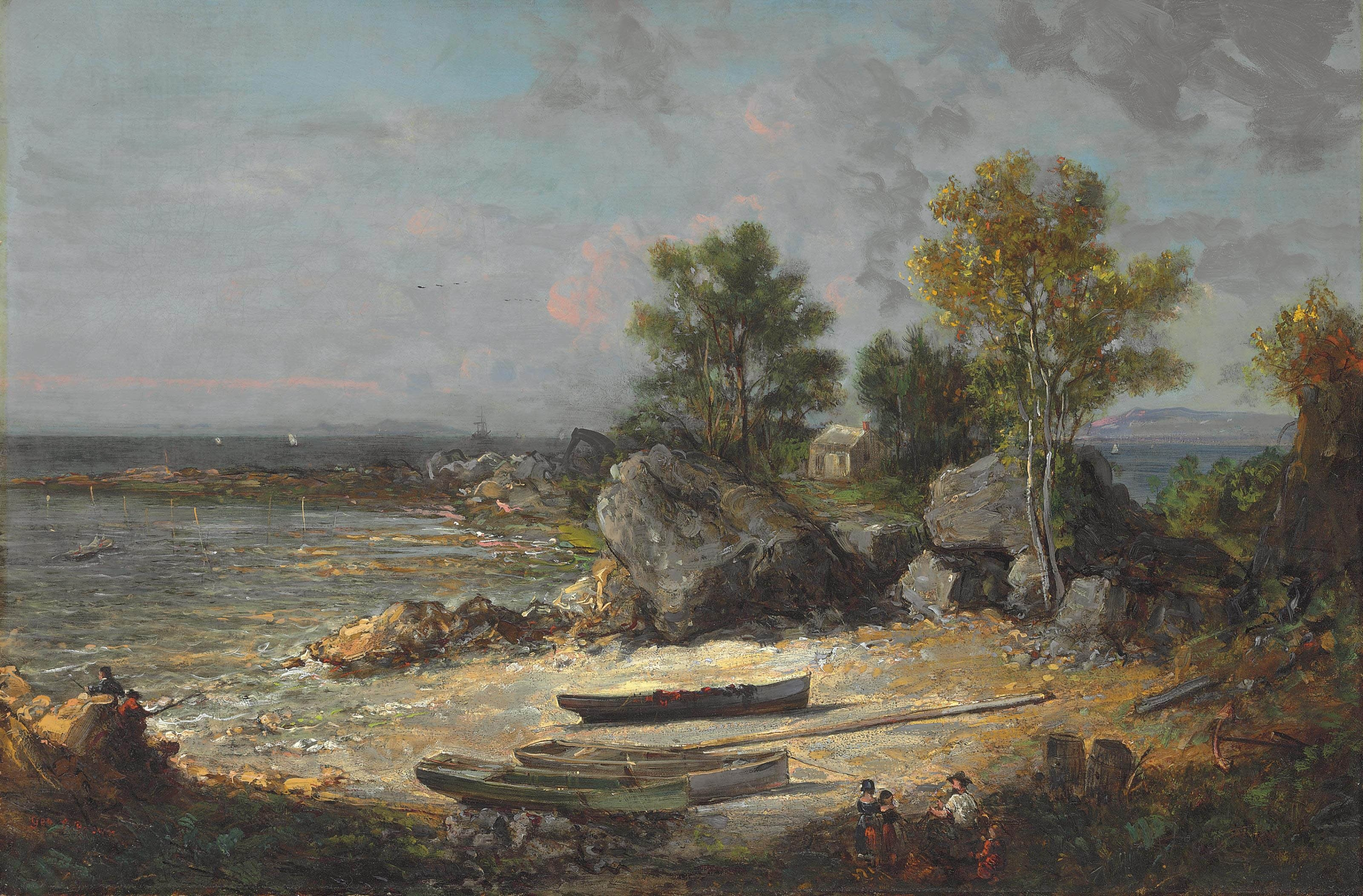
Oysterman's Hut, 1863
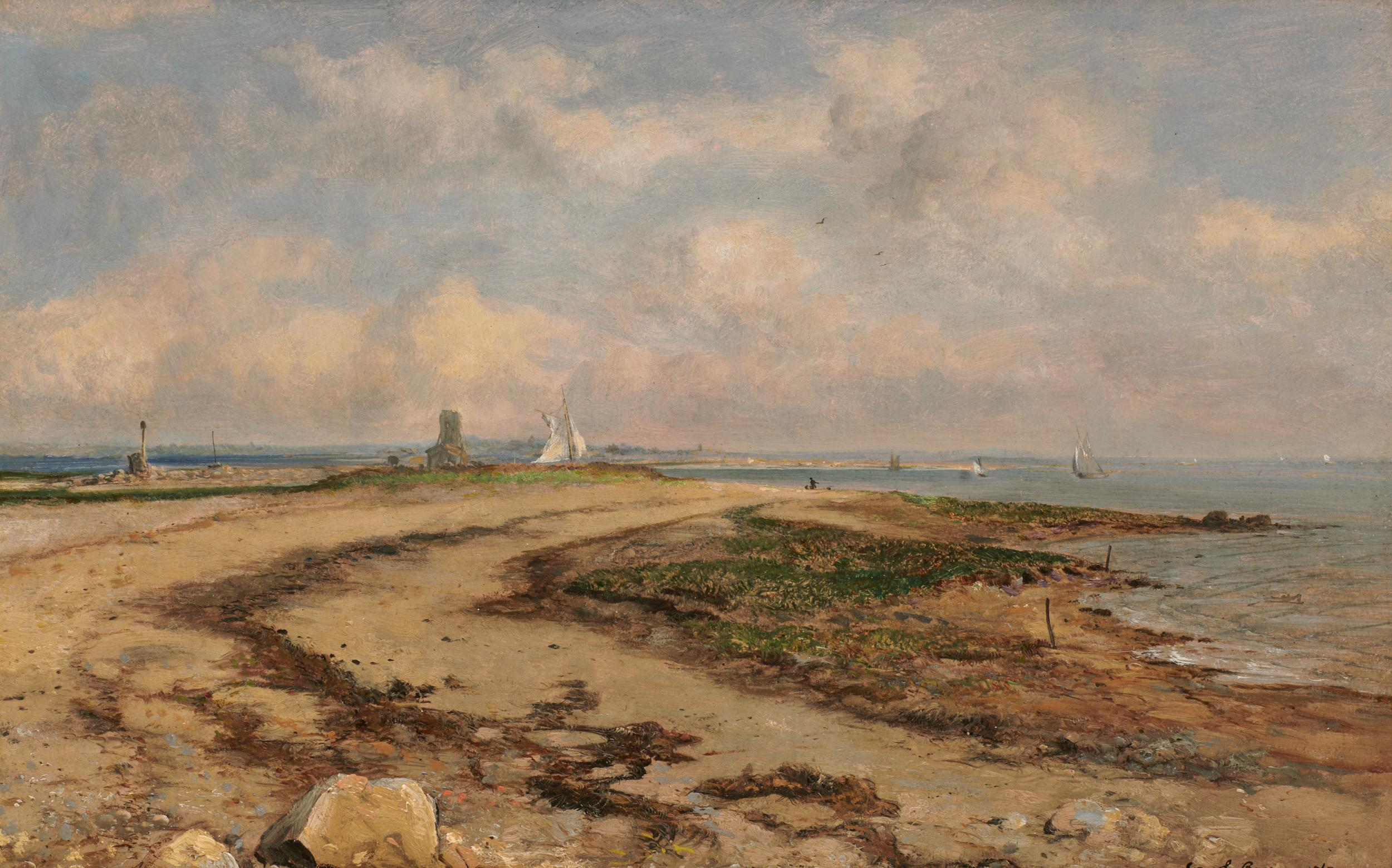
Entrance to the Harbor of Norwalk, Connecticut, 1863
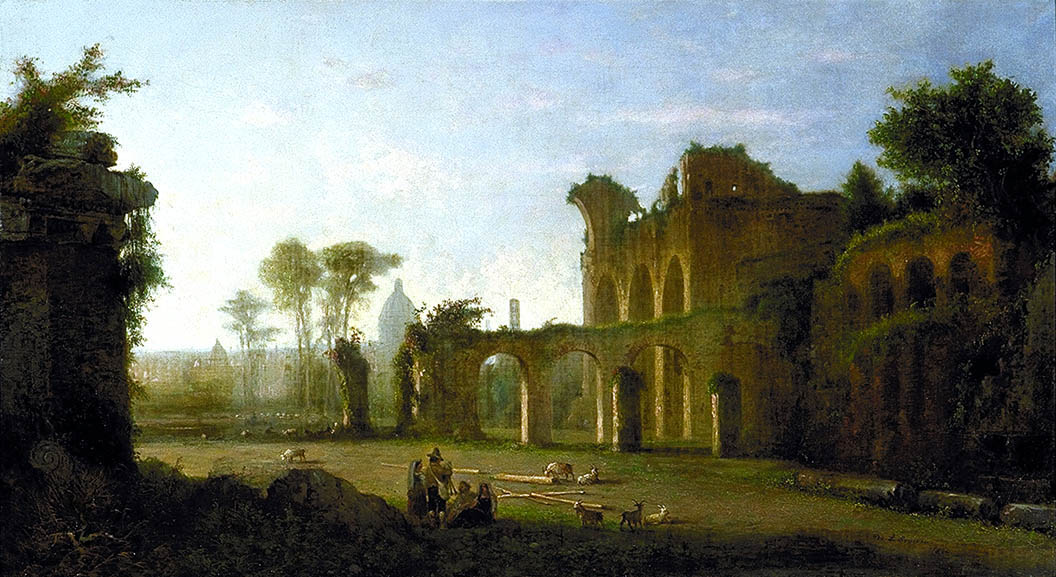
View of the Temple of Peace in the Roman Forum, 1864, Smithsonian American Art Museum
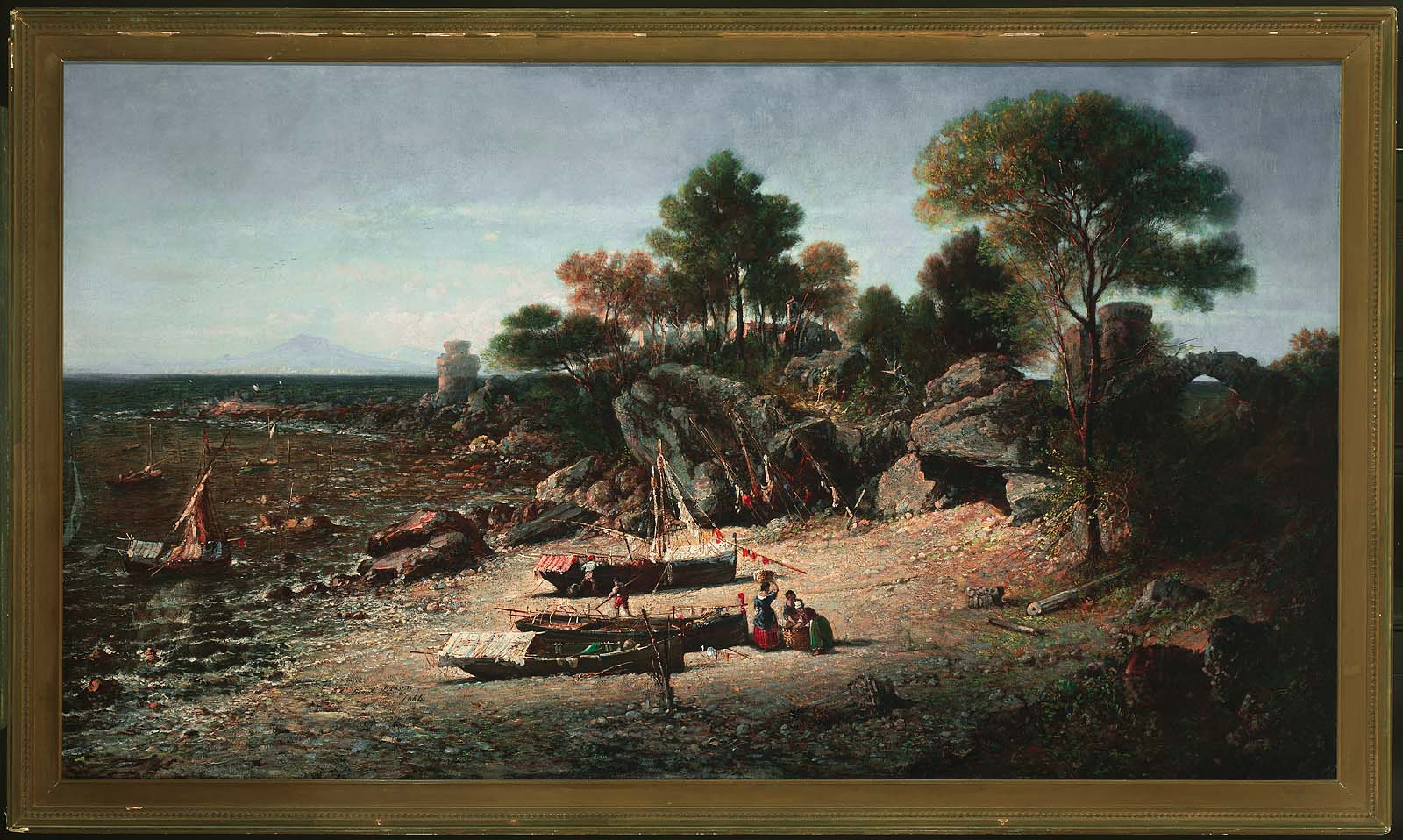
View on the Italian Coast near Naples, 1866, Musée des Beaux-Arts de Boston
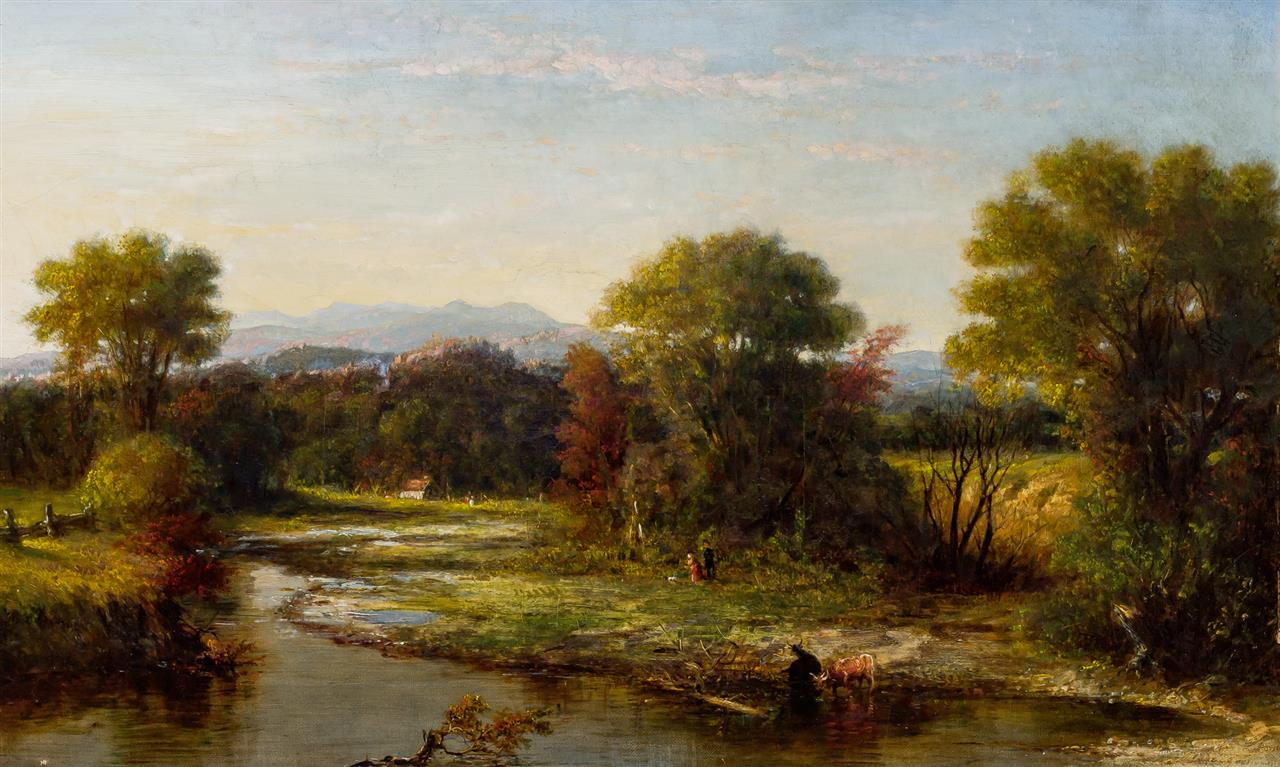
September Afternoon, View on the Pemigewasset River at West Campton, 1867
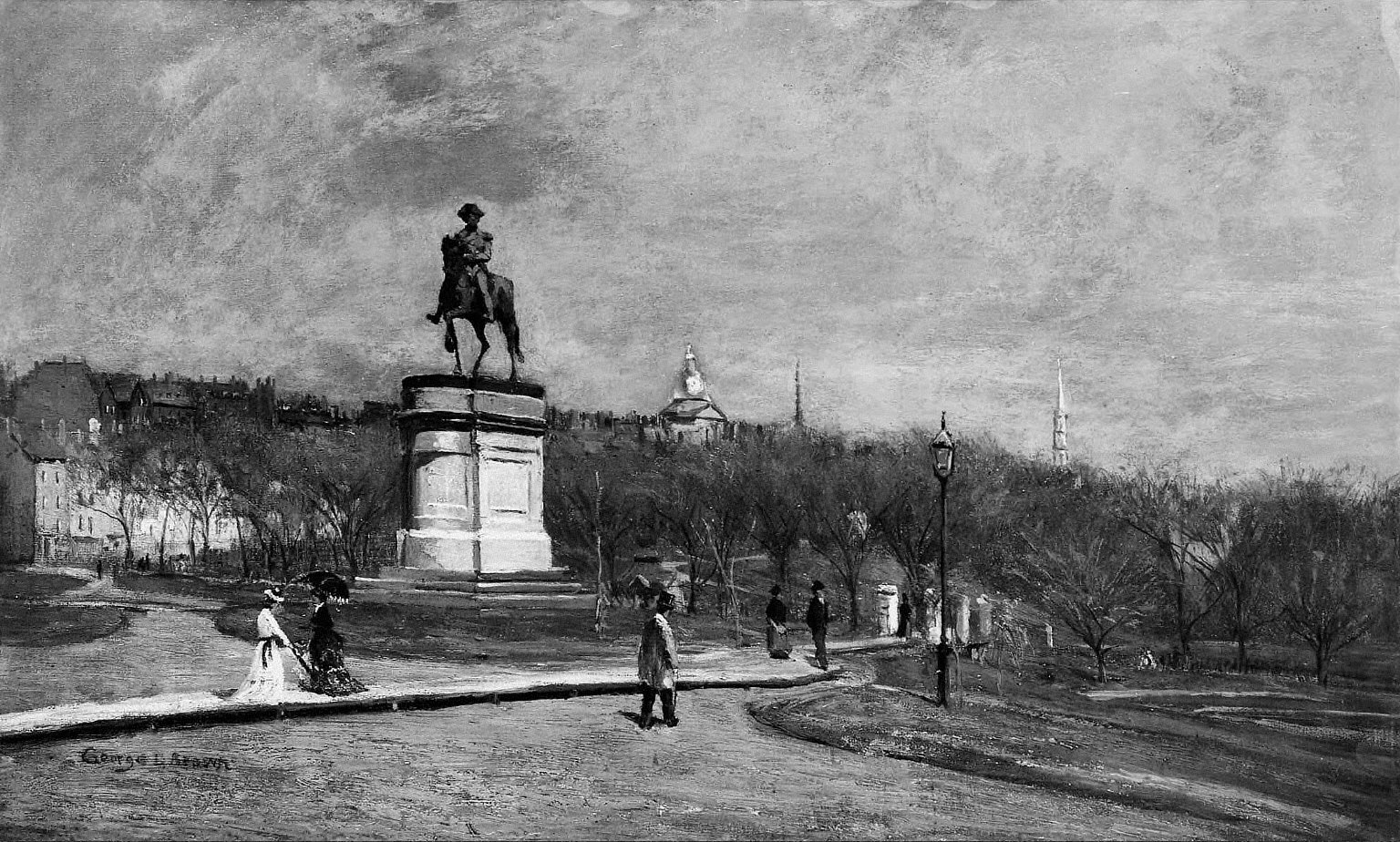
The Public Garden, Boston, 1869, Musée des Beaux-Arts de Boston
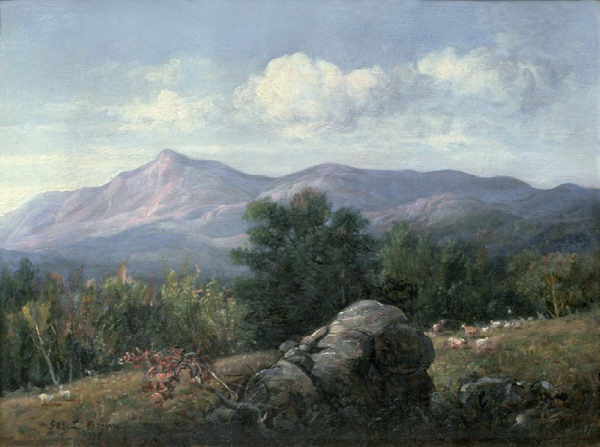
Moat Mt. from Jackson, NH, 1876
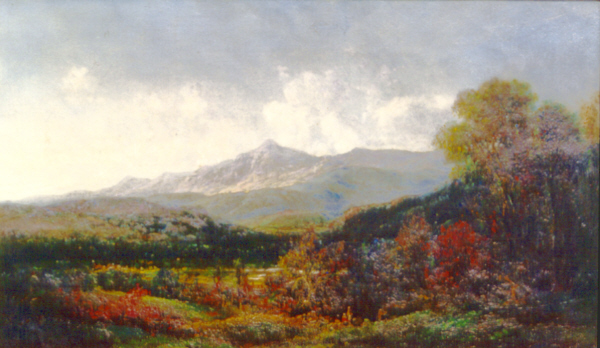
Moat Mountain fron Jackson, 1877
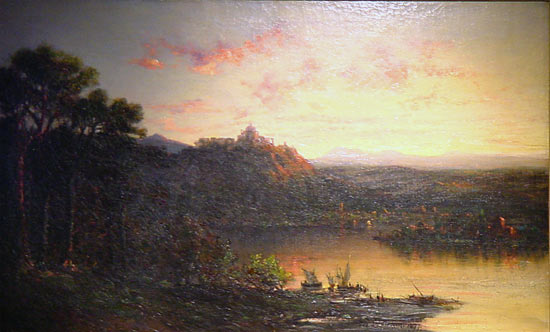
Twilight" Lake of Albano Near Rome, 1877
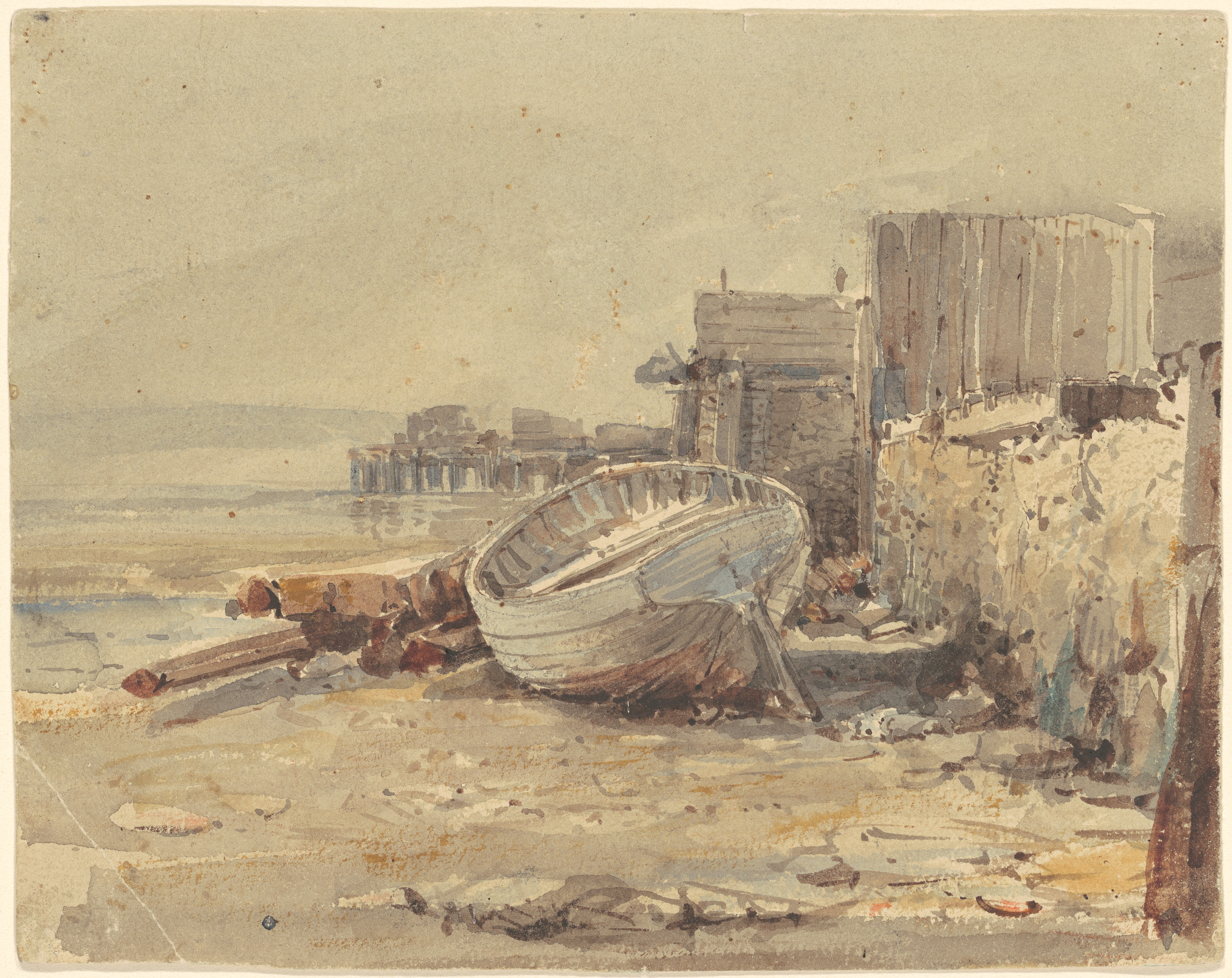
Beached Vessel, vers 1880, National Gallery of Art
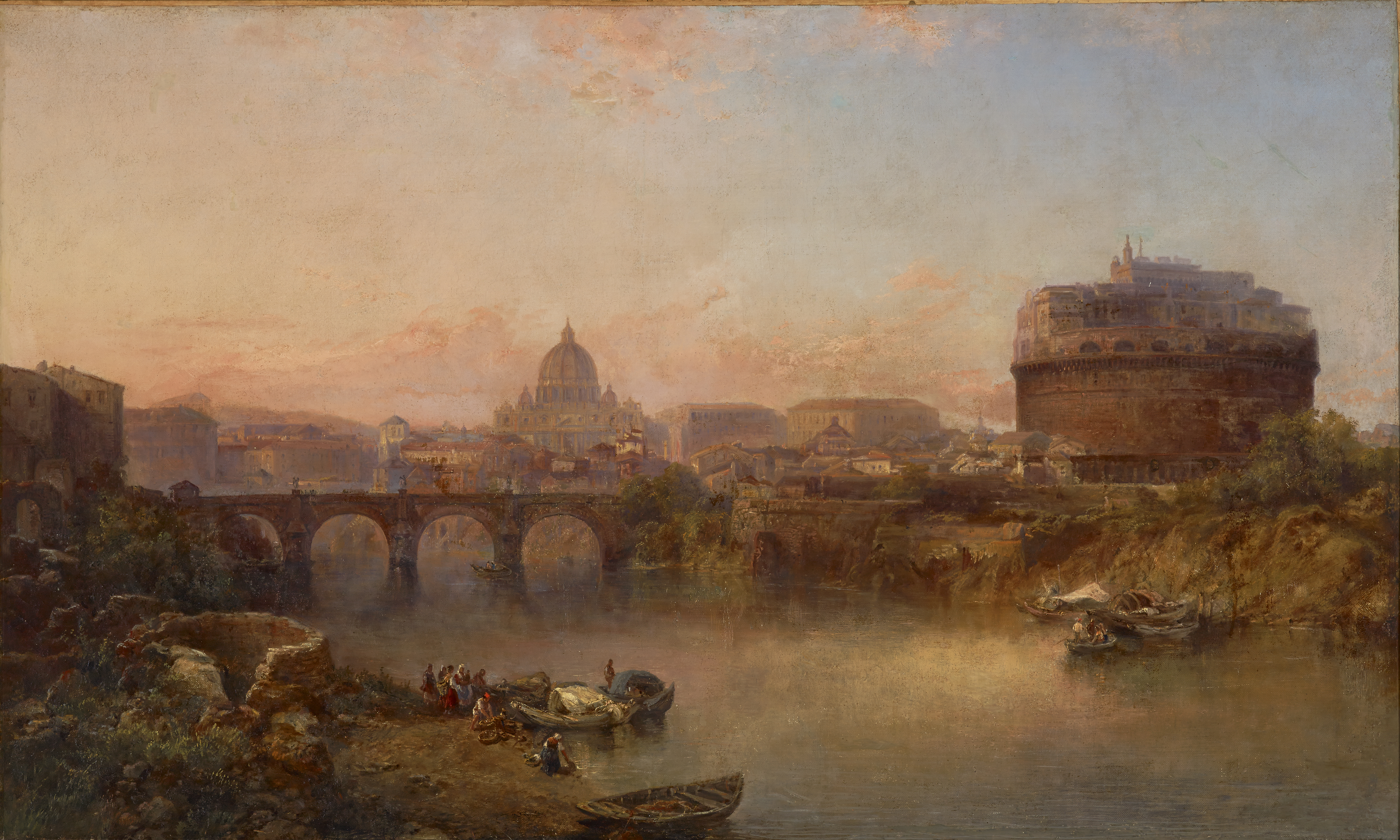
Sunset on the Tiber, Rome, vers 1880, Musée d'Art d'Indianapolis
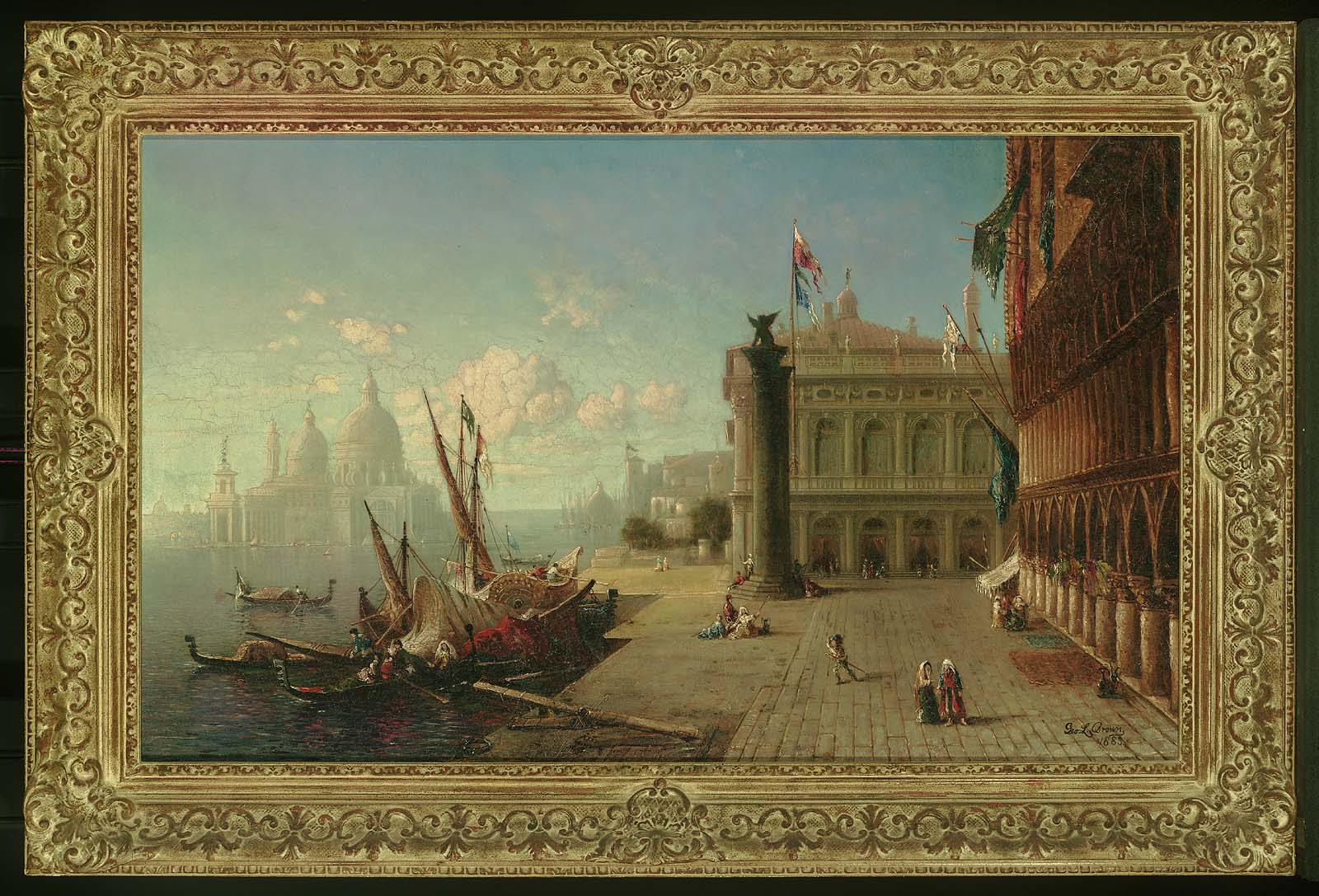
View of the Ducal Palace and Grand Canal and Church of Sta Maria della Salute, Venice, 1883, Musée des Beaux-Arts de Boston
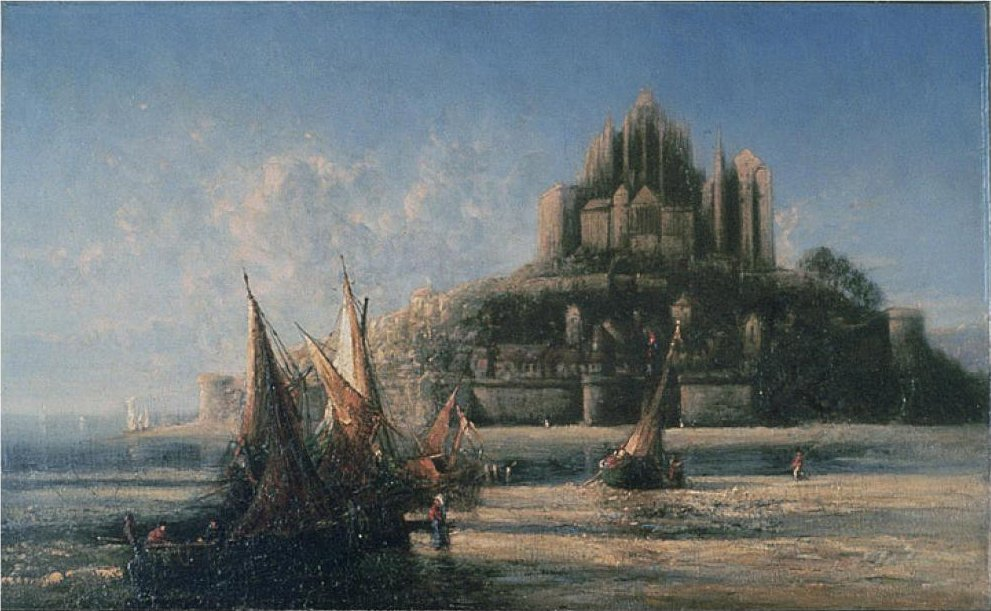
Coast of France (Mont St. Michel), 1887, Herbert F. Johnson Museum of Art